# Bataille des Marais de Saint-Gond
Première Guerre mondiale
Batailles
Front d'Europe de l’Ouest
- Liège (8-1914)
- Namur (8-1914)
- Frontières (8-1914)
- Anvers (9-1914)
- Grande Retraite (9-1914)
- Marne (9-1914)
- Course à la mer (9-1914)
- Yser (10-1914)
- Messines (10-1914)
- Ypres (10-1914)
- Givenchy (12-1914)
- 1re Champagne (12-1914)
- Hartmannswillerkopf (1-1915)
- Neuve-Chapelle (3-1915)
- 2e Ypres (4-1915)
- Colline 60 (4-1915)
- Artois (5-1915)
- Festubert (5-1915)
- Quennevières (6-1915)
- Linge (7-1915)
- 2e Artois (9-1915)
- 2e Champagne (9-1915)
- Loos (9-1915)
- Verdun (2-1916)
- Redoute Hohenzollern (3-1916)
- Hulluch (4-1916)
- 1re Somme (7-1916)
- Fromelles (7-1916)
- Arras (4-1917)
- Vimy (4-1917)
- Chemin des Dames (4-1917)
- 3e Champagne (4-1917)
- 2e Messines (6-1917)
- Passchendaele (7-1917)
- Cote 70 (8-1917)
- 2e Verdun (8-1917)
- Malmaison (10-1917)
- Cambrai (11-1917)
- Bombardements de Paris (1-1918)
- Offensive du Printemps (3-1918)
- Lys (4-1918)
- Aisne (5-1918)
- Bois Belleau (6-1918)
- 2e Marne (7-1918)
- 4e Champagne (7-1918)
- Château-Thierry (7-1918)
- Le Hamel (7-1918)
- Amiens (8-1918)
- Cent-Jours (8-1918)
- 2e Somme (9-1918)
- Bataille de la ligne Hindenburg
- Meuse-Argonne (10-1918)
- Cambrai (10-1918)

Front italien
Front d'Europe de l’Est
Front des Balkans
Front du Moyen-Orient
Front africain
Bataille de l'Atlantique
La bataille des Marais de Saint-Gond est une bataille de la Première Guerre mondiale se déroulant du 5 au 9 septembre 1914 au cours de la première bataille de la Marne. Elle oppose l'aile droite de la IIe armée allemande du général von Bülow et l'aile gauche de la IIIe armée allemande du général von Hausen à la 9e armée française dirigée par le général Foch. Lors de cette bataille, les troupes allemandes lancent des assauts frontaux répétés sur les lignes françaises afin de couper en deux masses les armées françaises. La 9e armée française reçoit l'ordre de tenir et de repousser les tentatives allemandes de percées.
Durant quatre jours, des combats particulièrement violents vont se succéder de part et d'autre des marais de Saint-Gond jusqu'au 8 septembre où les troupes allemandes parviennent à repousser les lignes françaises, entraînant la perte de Fère-Champenoise. Les attaques allemandes se poursuivent le matin du 9 septembre et occupent le château de Mondement et le mont Août. Au cours de l'après-midi, les attaques allemandes cessent et les troupes allemandes entament leur repli, l'aile gauche de la IIe armée  allemande étant menacée d'être tournée par la 5e armée française. Le résultat de cette bataille a un rôle décisif dans la victoire française de la Marne : la résistance de la 9e armée française a évité la rupture du dispositif français et a fixé des troupes allemandes importantes, elle permet à la 5e armée française et au Corps expéditionnaire britannique d'exploiter la brèche entre les Ire et IIe armées allemandes, entraînant leur repli.

## Contexte stratégique
Pendant la première moitié du mois d'août 1914, l'armée française enregistre quelques succès locaux, se lançant à l'offensive en Alsace et en Lorraine avant d'être stoppée et refoulée sur ses lignes de départ (bataille de Morhange le 20 août). L'armée allemande de son côté applique le plan Schlieffen et entreprend avec les Ire, IIe et IIIe armées d'envelopper l'aile gauche alliée en passant par la Belgique. Au cours des batailles de Charleroi (21 et 22 août) et de Mons (23 août), l'aile gauche alliée formée du BEF et de la 5e armée française est repoussée et doit se replier en France. Sous-estimant les troupes déployées à droite et au centre du dispositif allemand, le général Joffre tente une attaque centrale effectuée par les 3e et 4e armées françaises dans l'Ardenne belge pour couper l'armée allemande en deux. L'utilisation des corps de réserve allemands dès le début de la guerre renforce considérablement les forces allemandes et les tentatives françaises échouent avec de lourdes pertes (bataille des Ardennes du 21 au 23 août).
À partir du 24 août, les forces franco-britanniques battent toutes en retraite. L'aile droite française arrête ce mouvement dès le 26 en s'appuyant sur la place de Belfort, le sud des Vosges, la vallée de la Mortagne (bataille de la trouée de Charmes), le Grand Couronné de Nancy, les forts des Hauts de Meuse et de la place de Verdun. Pour l'aile gauche, la retraite se poursuit à travers le nord de la France, ponctuée par la bataille du Cateau (26 août) et celle de Guise (29 août). Le général Joffre utilise ce temps pour modifier l'organisation de l'armée française, il fait déplacer des troupes d'Alsace et de Lorraine au nord de Paris pour créer une 6e armée aux ordres de Maunoury dans l'optique de couvrir le camp retranché. Il crée également le 29 août un détachement d'armée aux ordres du général Foch qui devient le 5 septembre la 9e armée française. Cette nouvelle armée se place à la jonction des 5e et 4e armées françaises, dans l'axe de progression des IIe et IIIe armées allemandes.
Le 5 septembre, les déplacements de troupes sont réalisés en grande partie. Joffre donne l'ordre aux différentes troupes d'arrêter la retraite. C'est le début de la bataille de la Marne.

## Description du champ de bataille
Le champ de bataille des marais de Saint-Gond est composé de trois parties distinctes : la partie gauche est formée par le plateau de la Brie, coupé d'est en ouest par la rivière le petit Morin qui draine les eaux des marais de Saint-Gond par une vallée d'environ 80 mètres de profondeur par rapport au plateau. Le plateau de la Brie est couvert de plusieurs bois et bosquets, de buttes et des villages de la Villeneuve-lès-Charleville, Soizy-aux-Bois et Mondement pouvant servir de points d'appui défensifs.
Le centre du champ de bataille est formé par les marais de Saint-Gond. Ces marais forment une bande de 18 km de long sur 4 à 5 km de largeur. Ils sont délimités par la route reliant Champaubert à Soizy-aux-Bois et la route passant par Bergères-lès-Vertus et Fère-Champenoise. En été, les marais ne sont pas totalement recouverts par les eaux. Ils sont parsemés de mares d'eau stagnante, de faibles buttes et de tourbières. Ils représentent cependant un obstacle important pour des troupes désirant les franchir, elles doivent en effet se déplacer seulement sur les routes et les chemins existants. Derrière les marais, le mont Août domine la plaine et sera le lieu d'une lutte acharnée entre les Allemands et les Français.
La partie droite du champ de bataille est formée par la plaine de Champagne. Cette plaine ne présente aucun point dominant, elle est coupée par plusieurs cours d'eau s'écoulant d'est en ouest comme la Somme-Soude, la Vaure et la Maurienne. Des bois de résineux sont présents dans la plaine bloquant l'observation.  

## Forces en présence
Dans la nuit du 4 au 5 septembre 1914, le général Joffre envoie un ordre général indiquant l'arrêt de la retraite des 4e, 5e, 6e et 9e armées françaises et la préparation d'un retour offensif. 

### Organisation et objectifs français
La 42e division d'infanterie du général Grossetti occupe la gauche du dispositif de la 9e armée française. Elle doit se lier avec la 20e division d'infanterie du 10e corps d'armée de la 5e armée française. Il lui faut occuper un front entre la Villeneuve-lès-Charleville et Saint-Prix. Le gros des troupes est positionné sur Oyes et Mondement.
Le 9e corps d'armée du général Dubois est composé de la division marocaine et de la 17e division d'infanterie, il occupe une position centrale dans le dispositif de la 9e armée. La division marocaine est positionnée à la gauche du 9e corps d'armée, elle doit se lier à la 42e division d'infanterie, déboucher de la partie gauche des marais de Saint-Gond pour atteindre Congy et placer un détachement à Bannes. Le gros de la division marocaine est stationné entre Broussy-le-Grand et Broussy-le-Petit. La 17e division d'infanterie positionne des avant-postes sur la rive nord des marais et occupe avec une forte avant-garde Toulon-la-Montagne et dispose de détachements dans les villages de Vert-la-Gravelle et Morains-le-petit tenant la route entre Fère-Champenoise et Vertus. Le gros de la 17e division d'infanterie est localisée entre Bannes et la Fère-Champenoise.
Le 11e corps d'armée du général Eydoux a un rôle purement défensif, la 21e division d'infanterie renforcée par le 293e régiment d'infanterie doit occuper un front de Morains-le-Petit à Normée. Il est soutenu par l'artillerie du corps d'armée. La 22e division d'infanterie occupe un front de Normée exclu à Lenharrée, un détachement couvre l'aile droite du corps d'armée, il est positionné sur la route de Châlons. Un des régiments de la division forme la réserve du corps d'armée. L'artillerie de la 22e division d'infanterie (35e régiment d'artillerie) est renforcée par l'artillerie de la 60e division d'infanterie. La 18e division d'infanterie est transférée sur le champ de bataille le 7 septembre, elle est affectée à la réserve de la 9e armée.

### Organisation et objectifs allemands
La IIe armée allemande dispose de la partie gauche de son dispositif face à la 9e armée française. Le Xe corps d'armée du général von Emmich se trouve face au 10e corps d'armée français et à la 42e division d'infanterie, la XIXe division d'infanterie doit se diriger sur la Villeneuve-lès-Charleville, Les Essarts et Saint-Prix, la XXe division d'infanterie doit marcher sur Sézanne. Le corps de la garde est face à la 17e division d'infanterie et une partie du 11e corps d'armée, la Ire division de la Garde doit se porter vers Vert-la-Gravelle et atteindre ensuite Broussy-le-Grand ; la IIe division de la Garde se dirige sur Bergères, et en passant par Morains-le-Petit doit ensuite atteindre Fère-Champenoise. Le 6 septembre, devant la résistance des troupes françaises, le général von Plettenberg, commandant du corps de la Garde, demande l'aide de la XXXIIe division d'infanterie. Elle intervient à partir de midi sur le champ de bataille ; renforcée par l'artillerie et la cavalerie du XIIe corps d'armée, elle occupe un secteur entre Normée et Lenharrée. Le lendemain, la XXIIIe division d'infanterie de réserve entre également en ligne, elle doit occuper les hauteurs au nord de Sommesous. Le 9 septembre, la XXIVe division d'infanterie de réserve renforce les troupes allemandes. Le général von Hausen, commandant de la IIIe armée  allemande met l'intégralité des divisions de son armée combattant dans cette zone aux ordres du général von Kirchbach.

## La bataille

### 6 septembre

#### 42edivision
La 42e division d'infanterie a pour ordre de rester liée au 10e corps d'armée. Elle attaque dans la matinée et parvient à pousser ses troupes à 1,5 km au nord des villages de la Villeneuve-lès-Charleville et Soizy-aux-Bois, elle parvient à occuper Saint-Prix. Une attaque de la XIXe division d'infanterie précédée par une forte préparation d'artillerie repousse les troupes françaises des villages de Saint-Prix et de La Villeneuve-lès-Charleville. Ce dernier est repris vers midi par le 94e régiment d'infanterie soutenu par l'intégralité de l'artillerie divisionnaire. Une nouvelle fois les Allemands parviennent à occuper le village de La Villeneuve-lès-Charleville dans l'après midi. Ce village est repris par la 42e division d'infanterie soutenue par la 20e division d'infanterie au cours d'une attaque nocturne.

#### 9ecorpsd'armée
La division marocaine du général Humbert ne peut s'emparer du village de Congy déjà aux mains des Allemands. La brigade du général Blondlat au nord des marais est repoussée par des tirs d'artillerie lourde et par une poussée de l'infanterie allemande vers 9 h 30. Elle doit se replier en milieu de journée sur une ligne formée des villages de Broussy-le-Petit, le Mesnil Broussy et Broussy-le-Grand. La seconde brigade, initialement en réserve de la division marocaine, est chargée de reprendre le village de Saint-Prix, elle est soutenue par trois compagnies du 162e régiment d'infanterie. La faiblesse de la préparation d'artillerie ne permet pas à l'attaque française de déboucher sur le village. La brigade se maintient au niveau de la ferme de Montalard et dans le bois de Botrait.
Le général Humbert stoppe les attaques inutiles sur Saint-Prix. À 17 h, il ordonne aux troupes de cantonner sur les positions occupées et de les fortifier. 
La 33e brigade de la 17e division d'infanterie est en réserve du corps d'armée, la 36e brigade occupe des points fortifiés au nord des marais de Saint-Gond. La prise de Congy par les Allemands fragilise ces positions. Après un violent bombardement et plusieurs attaques d'infanterie, deux bataillons du 135e régiment d'infanterie sont contraints d'abandonner les villages de Toulon-la-Montagne et Vert-la-Gravelle à 10 h . Ces villages sont occupés par la Ire division de la Garde. À 10 h, le 77e régiment d'infanterie attaque pour reprendre le village de Toulon-la-Montagne sous un fort bombardement allemand mais échoue. Les troupes françaises traversent les marais sous les tirs allemands et subissent de lourdes pertes, elles se replient sur le sud des marais vers Bannes et le bois du mont Août. La 36e brigade après son repli du matin, se reconstitue à l'est du mont Août. La 33e brigade occupe la première ligne dans l'après midi et remplace la 36e brigade. À 18 h, elle occupe Bannes et le Moulin détruit. Les unités de la Ire division de la Garde allemande tentent par quatre fois de franchir les marais mais sont systématiquement repoussées par les tirs des canons de 75.
Une brigade de la 52e division d'infanterie organise défensivement le mont Août et les bois à l'est. La seconde brigade est positionnée le long de la route reliant Bannes à Fère-Champenoise dans les bois jusqu'à proximité de Morains-le-Petit. L'artillerie divisionnaire sur le mont Août défend les débouchés du marais au nord de Broussy-le-Grand et de Bannes. Un régiment est placé en réserve en liaison avec le 11e corps d'armée.

#### 11ecorpsd'armée
Sur le front de la 21e division d'infanterie du général Radiguet, la 41e brigade ne peut se maintenir à Morains-le-Petit trop fortement bombardé. Elle se maintient au sud du village et à Écury-le-Repos. La 42e brigade occupe Normée, jusqu'à midi ; malgré un bombardement violent la situation est stable. À partir de 13 h, les attaques allemandes sur Écury-le-Repos et Normée se font plus pressantes. Écury-le-Repos est capturée par la IVe brigade de la IIe division de la Garde ; le 64e régiment d'infanterie se replie au sud du village et empêche les Allemands d'en déboucher. Les troupes allemandes prennent Normée vers 14 h 30 ; là aussi elles ne peuvent dépasser le village.
La 22e division d'infanterie du général Pambert est peu inquiétée au cours de cette journée. La 44e brigade sur la gauche du front de la division subit un fort bombardement à partir de 14 h, liée à l'attaque allemande sur Normée. Dans l'après-midi, la droite de la division commence à être débordée par un détachement mixte allemand qui attaque le village de Vatry. À 17 h, un escadron de hussards saxons s'approche de Haussimont, il est violemment repoussé par un bataillon du 62e régiment d'infanterie. Vassimont est occupée par les Allemands et repris par les Français dans la soirée.
La 60e division d'infanterie, sans son artillerie et privée de deux bataillons, ne prend pas part aux combats. La 120e brigade se positionne sur Semoine et Montépreux, la 119e brigade est à Herbisse et à Villiers-Herbisse. La division peut ainsi protéger le flanc droit de l'armée et les convois de ravitaillement des incursions de la cavalerie allemande.
La 18e division d'infanterie du général J. Lefèvre arrive en renfort au cours des journées du 5 et 6 septembre. Elle se déploie autour de Semoine, Herbisse, Villiers-Herbisse et forme la réserve de la 9e armée.

#### 9edivisionde cavalerie
À la droite de la 9e armée, la 9e division de cavalerie est chargée de la liaison avec la 4e armée. Son détachement de cyclistes à Vatry est repoussé vers 13 h 30 et se replie sur Sommesous. La division dispose d'un avant-poste à Coole plus à l'est. Sa zone d'action est couverte par de nombreuses patrouilles de hussards saxons. La 9e division de cavalerie se redéploie, la 1re brigade de cuirassiers avec l'artillerie divisionnaire se place à Sommesous. La 9e brigade de dragons avec une batterie reste de 15 h à 18 h au signal de Soudé et repousse les incursions allemandes. En soirée la division est située à Mailly et occupe Sommesous et Poivres.

#### Bilan de la journée pour la9earmée
Au soir du 6 septembre, la gauche de la 9e armée française tient le front de la Villeneuve-lès-Charleville, Soizy-aux-bois, le bois de Saint-Gond et la crête à 1,5 km de Saint-Prix. Au centre, les débouchés sud des marais sont tenus. Sur l'aile droite, malgré de fortes pertes, la perte du village de Moirans-le-Petit et l'évacuation d'Écury-le-Repos et de Normée, la ligne de front est maintenue. La liaison avec la 4e armée est affaiblie, il existe un vide de 10 km entre les deux armées. Le 21e corps d'armée en renfort de la 4e armée doit combler le vide mais sa présence ne se fera sentir qu'à partir du 8 septembre.

### 7 septembre, tentatives de percée allemande

#### Aile gauche et42edivision
Sur le front de la 42e division d'infanterie, les attaques reprennent aussi violemment que le 6 septembre. La 20e division d'infanterie du 10e corps d'armée de la 5e armée occupe Charleville. Le village de Villeneuve-lez-Charleville doit être évacué du fait d'un violent bombardement allemand. À 5 h 45, le général Grossetti ordonne à la 84e brigade de réoccuper le village : à midi le village est repris.
À 10 h 30 sur la droite du front de la 42e division d'infanterie, les Allemands progressent dans les bois de la Branle, de Saint-Gond et vers Soizy-aux-Bois malgré la résistance acharnée des troupes françaises. Le 162e régiment d'infanterie se replie sur la route de Montgivroux. À partir de 14 h, le général Grossetti ordonne de contre-attaquer en liaison avec la division marocaine ; les troupes allemandes tiennent fortement leurs positions. Dans la soirée, le 8e bataillon de chasseurs à pied parvient à pénétrer dans le bois de Saint-Gond en liaison avec le 77e régiment d'infanterie. La Villeneuve-lez-Charleville ne peut être dépassée, le 151e régiment d'infanterie doit même l'évacuer à nouveau mais sa ligne de défense à 200 mètres plus au sud empêche les Allemands de s'y installer. Le bois de Branle n'est pas conquis malgré des combats acharnés.
À la gauche de la 42e division d'infanterie au cours de l'après midi, le 10e corps d'armée commence à porter son effort pour soutenir l'aile gauche de la 9e armée. La 51e division d'infanterie arrive sur Chapton, la 20e division d'infanterie cherche à atteindre le Bout du Val.

#### 9ecorpsd'armée
Les ordres du général Dubois pour la division marocaine sont de reprendre le village de Saint-Prix. Mais dès 5 h du matin, les troupes allemandes attaquent en force à partir de Saint-Prix le bois de Saint-Gond. Elles prennent Oyes mais la 2e brigade marocaine arrive à se maintenir à Reuves, les collines au sud d'Oyes et à l'est de Montgivroux. Le général Humbert demande du renfort au 9e corps d'armée, il retire toutes les troupes en renfort à la 1re brigade marocaine (brigade Blondlat) soit deux bataillons et un groupe d'artillerie pour les redéployer sur le front de la 2e brigade. Le général Dubois envoie en renfort un bataillon et un groupe d'artillerie de la 52e division d'infanterie. Sur le front de la brigade Blondlat entre Broussy-le-Petit et Mesnil-Broussy, les troupes allemandes sont faiblement actives.
En vue d'attaquer le village de Saint-Prix, le général Humbert donne l'ordre au 77e régiment d'infanterie de se préparer pour l'attaque. La préparation d'artillerie tardive à 18 h et l'arrivée du 77e régiment d'infanterie à 19 h contraignent le général Humbert à reporter l'attaque au lendemain.
La 17e division d'infanterie, avec la seule 33e brigade défend sans problèmes Broussy-le-Grand, Bannes et la crête sud de Bannes. Entre 16 h et 18 h, la division subit une violente canonnade entre Bannes et le lieu-dit du Champ de bataille. Un bataillon du 90e régiment d'infanterie envoyé en reconnaissance sur Aulnizeux arrive dans la soirée en vue du village mais est repoussé avec de fortes pertes. Au soir du 7 septembre, la 17e division d'infanterie est localisée dans les villages de Bannes, Broussy-le-Grand, le Champ de bataille, la Petite Ferme.
La 52e division d'infanterie reste sur ses positions de seconde ligne à Broussy-le-Petit, à l'est de la Petite Ferme. L'artillerie de la division est séparée, un groupe reste au Mont Août, un groupe est à Connantre et un groupe à Allemant. Le 291e régiment d'infanterie établi en lien avec le 11e corps d'armée doit se replier du fait de la retraite de la 21e division d'infanterie.

#### 11ecorpsd'armée
Les troupes allemandes empêchent les Français d'attaquer sur Morains-le-Petit en attaquant au matin après un violent bombardement sur l'intégralité du front du 11e corps d'armée, notamment devant Lenharrée avec l'entrée en ligne de la XXXIIe division d'infanterie. Au cours de la journée, le général von Plettenberg ordonne le déplacement de la Ire division de la Garde vers Morains-le-Petit afin d'être opérationnelle le 8 septembre.
La 21e division d'infanterie résiste aux assauts allemands, la 41e brigade bloque les unités de la IIe division de la Garde devant Morains-le-Petit et Écury à la lisière du bois. La 42e brigade fait face à Écury, à Normée et sur la voie ferrée reliant la Fère-Champenoise et Sommesous. L'artillerie divisionnaire est placée près de Normée et bombarde l'infanterie et l'artillerie allemande qui débouchent des villages.
La 22e division d'infanterie se maintient à Lenharrée, Chapelaine, Vassimont, Haussimont. Les trois groupes d'artillerie du 35e RA sont situés face à Lenharrée. La 60e division d'infanterie du général Joppé renforce les positions de la 22e division d'infanterie. Elle organise la défense des cotes 174 et 182. Plusieurs bataillons sont détachés dans les villages de Gourgançon, Semoine, Herbisse et Villiers-Herbisse. À 10 h, un bataillon est détaché à Sommesous pour renforcer la 9e division de cavalerie.
Au cours de l'après-midi, le 11e corps d'armée entame un mouvement offensif. La 21e division d'infanterie réussit à atteindre les abords de Morains-le-Petit grâce à l'appui d'un fort bombardement d'artillerie. En revanche la 22e division d'infanterie est vivement attaquée par les troupes de la XXXIIe division d'infanterie allemande, soutenues par des tirs d'artillerie lourde, qui prennent le village de Vassimont. Devant l'activité allemande face au 11e corps d'armée, le général Foch décide de confier la 18e division d'infanterie, arrivée dans la journée sur le champ de bataille, au général Eydoux pour renforcer le 11e corps d'armée.

#### 9edivisionde cavalerie
À 6 h du matin, les troupes avancées de la 9e division de cavalerie identifient un groupe formé de deux bataillons, deux escadrons et trois pièces d'artillerie en mouvement en direction de Dommartin-Lettrée. La 9e division de cavalerie resserre sa ligne et se rapproche des bataillons de la 60e division d'infanterie pour soutenir la défense de Lenharrée et Sommesous. Au cours de la journée, les troupes allemandes parviennent à repousser les cavaliers et les cyclistes de la 9e brigade de dragons. Vers 17 h, l'arrivée d'un bataillon de la 60e division d'infanterie permet le déclenchement d'une contre-attaque et la reprise du village. Plusieurs bataillons de la 60e division d'infanterie sont placés en défense échelonnée.

### 8 septembre, succès allemand
Après deux jours de combats, les progrès de l'armée allemande sont faibles sur le champ de bataille des marais de Saint-Gond. Les informations en provenance de la Ire armée allemande et de l'aile droite de la IIe armée rendent nécessaire une action décisive. Au cours d'une réunion avec les généraux von Plettenberg et von Kirchbach, le général von Hausen ordonne une attaque de nuit des XXXIIe division d'infanterie et XXIIIe division de réserve ainsi que de la IIe division de la Garde détachée du corps de la Garde, sous les ordres de von Kirchbach. L'attaque débute par un bombardement à partir de 3 h du matin, suivi à 4 h 30 par une attaque à la baïonnette sur la totalité du front tenu par le 11e corps d'armée français.

#### 11ecorpsd'armée
À l'aube, les avant-postes du 11e corps d'armée sont submergés par l'offensive allemande, certains parviennent à résister donnant le temps au gros de la troupe de se préparer au combat, dans d'autres secteurs les troupes allemandes parviennent dans les zones de bivouac et entraînent un repli précipité de plusieurs unités. À 10 h du matin, le succès allemand est confirmé. La IIe division de la Garde réussit à dépasser Morains-le-Petit. Dans le même temps, la XXXIIe division d'infanterie allemande occupe Lenharrée et parvient à transférer une partie de son artillerie sur l'autre rive de la Somme. La progression de la division est telle qu'elle capture 22 canons français en batterie au sud du village. La XXIIIe division de réserve soutient l'attaque en s'emparant de Sommesous et des hauteurs sud du village. La 18e division d'infanterie est placée au centre du nouveau dispositif du 11e corps d'armée, elle dispose autour de Connantray de six bataillons et de quatre compagnies, mais ces effectifs ne permettent pas de contre-attaquer pour récupérer le terrain perdu. La 21e division d'infanterie est la division qui a le plus souffert de l'attaque allemande, elle est renforcée par le 290e régiment d'infanterie de la 18e division d'infanterie pour permettre à la 21e division d'infanterie de se reconstituer. De son côté, la 22e division d'infanterie est localisée entre Connantray et la ferme de la Maltournée, et tente de se lier avec la 60e division d'infanterie à l'ouest de Montépreux.
Vers midi, le 11e corps d'armée est placé au sud de la Maurienne entre Congy et Semoine, avec la 18e division d'infanterie au centre de son dispositif, épaulée à sa gauche par la 21e division d'infanterie et à sa droite par la 22e division d'infanterie. Au cours de l'après-midi, les troupes allemandes renouvellent leurs attaques, la XXXIIe division d'infanterie repousse les troupes françaises et parvient à s'emparer de Connantray, elle capture de nombreux prisonniers, 10 mitrailleuses et 20 canons. La IIe division de la Garde occupe Fère-Champenoise, le gros de la troupe est localisé à Normée.
En fin d'après-midi, les 18e et 21e divisions d'infanterie sont employées pour soutenir les troupes du 9e corps d'armée. La 18e division d'infanterie attaque en direction de la cote 169 au sud-ouest de Connantray puis de la cote 162 à 2,5 km au nord est de la Fère-Champenoise. L'artillerie allemande bloque l'avancée des troupes du 11e corps d'armée. La 22e division d'infanterie située à sur la droite du front se maintient sur les hauteurs de Semoine sur la cote 140 et au carrefour des routes de Semoine, Villiers-Herbisse et Semoine à Mailly. À l'extrême droite, la 60e division d'infanterie reste en position défensive à Montépreux mais est contrainte au repli après 16 h 30.

#### Aile gauche et42edivisiond'infanterie
Le général Foch obtient du général Louis Franchet d'Espèrey le soutien du 10e corps d'armée. Le général Grosseti, commandant de la 42e division d'infanterie, fait attaquer les villages de Saint-Prix, les Culots, Soizy-aux-Bois soutenu par six batteries localisées sur la crête de Mondement en liaison avec la division marocaine. L'attaque est bloquée par les tirs d'artillerie allemande, puis suspendue en attendant le soutien offensif de la 51e division de réserve du 10e corps d'armée.
À 11 h 40, le mouvement offensif de la 42e division d'infanterie est relancé avec pour objectif principal Saint-Prix en liaison avec la progression de la 51e division de réserve en direction de Corfélix. L'infanterie ne parvient pas à déboucher des bois pour atteindre Saint-Prix. Au cours de l'après-midi, une nouvelle attaque est déclenchée en direction des Forges par le 151e régiment d'infanterie, Saint-Prix et Talus par le 162e régiment d'infanterie appuyée par l'artillerie divisionnaire. Comme dans la matinée, les résultats territoriaux sont inexistants. Les troupes françaises se maintiennent alors sur leurs positions jusqu'au soir et cantonnent sur place. Dans l'après-midi, la 51e division de réserve parvient à s'emparer de Corfélix.

#### 9ecorpsd'armée
Le général Humbert organise une attaque par la division marocaine sur Oyes, la crête du Poirier, Saint-Prix appuyée par la totalité de l'artillerie divisionnaire. À 7 h du matin, la plupart des objectifs hormis Saint-Prix sont pris mais les nouvelles positions sont sous les feux de l'artillerie allemande. La 1re brigade sur la droite du front tenu par la division marocaine se maintient sur les débouchés sud des marais de Saint-Gond de Reuves à Oyes, Reuves, Broussy-le-Petit et au Mesnil-Broussy mais elle est soumise à un fort bombardement d'artillerie de campagne et d'obusiers. La réponse de l'artillerie française faiblit au cours de l'après-midi à cause d'une diminution sensible des munitions. Les troupes allemandes commencent alors à s'infiltrer et obligent la division marocaine à se replier une première fois sur la cote du Poirier et Montgivroux puis sur Mondement et le bois d'Allemant.
Devant le retrait du 11e corps d'armée, le général Dubois ordonne à la 17e division d'infanterie et à la 52e division de réserve d'établir une ligne de défense passant par Broussy-le-Grand, Bannes et le mont Août. Au cours de la journée, le général Foch ordonne au chef du 9e corps d'armée d'organiser une attaque sur Fère-Champenoise pour se lier au 11e corps d'armée et pour repousser les troupes allemandes. Cinq bataillons de la 103e brigade de la 52e division de réserve avancent parallèlement à la route reliant Sézanne à Fère-Champenoise, ils sont soutenus par quatre bataillons du 135e régiment d'infanterie de la 17e division d'infanterie qui se déplacent en direction de la cote 151. Ces mouvements sont appuyés par cinq groupes d'artillerie. L'intensité des tirs de l'artillerie allemande ralentit la progression de l'infanterie française, celle-ci atteint au cours de la nuit la lisière sud-ouest de Fère-Champenoise, la cote 151.

#### Aile droite9edivisionde cavalerie
Au matin du 9 septembre, la 9e division de cavalerie est positionnée sur la route de Sommesous, elle ne peut progresser vers le nord le terrain étant battu par l'artillerie allemande. Au cours de la matinée, l'infanterie allemande réalise une attaque sur Montépreux et tente de contourner la défense française par l'est. La 9e division de cavalerie est contrainte au repli dans le bois au sud de Semoine et s'organise défensivement. Le groupement cycliste s'établit à Mailly, le camp de Mailly est occupé par une brigade de dragons.
Durant tout l'après-midi, la 9e division de cavalerie maintient ses positions. Vers 15 h, une brigade de dragons renforcée par une batterie d'artillerie est chargée de soutenir l'attaque de la 13e division d'infanterie du 21e corps d'armée impliquée dans la bataille de Vitry.

#### Bilan de la journée
Après cet assaut matinal allemand, la situation de l'aile droite de la 9e armée française est délicate. Elle a perdu la plupart de ses points d'appui et s'est repliée au-delà de Fère-Champenoise. Une partie de son artillerie est capturée et la plupart des unités doivent être réorganisées. Au centre de champ de bataille, le 9e corps d'armée a dû replier une partie de son dispositif sous la pression allemande et pour s'aligner avec l'aile droite française en retraite. Sur l'aile gauche et malgré les efforts fournis la situation reste bloquée pour les armées allemande et française. La situation des troupes allemandes dans la région de Fère-Champenoise est favorable pour une exploitation future.
Devant la progression des troupes allemandes, le général Foch demande de l'aide aux armées françaises voisines, la 4e armée française aux ordres du général Langle de Cary ne peut fournir d'aide malgré l'arrivée du 21e corps d'armée étant trop engagée dans sa lutte avec les IIIe et IVe armées allemandes. À 21 h, le général Foch téléphone au général Franchet d'Espèrey pour lui demander de relever la 42e division française par des unités du 10e corps d'armée. Ce dernier consent à la relève et met à la disposition de la 9e armée la totalité du 10e corps d'armée ainsi que son artillerie de corps.

### 9 septembre, exploitation allemande et résistance française

#### Aile gauche
À l'aube, les 20e division d'infanterie et 51e division de réserve du 10e corps d'armée sont aux ordres du général Foch. La 20e division d'infanterie renforcée de deux groupes d'artillerie doit quitter le Thoult pour attaquer l'axe Corfélix, la cote 119 et Champaubert. Dans le même temps la 51e division de réserve relève la 42e division d'infanterie et doit assurer la liaison avec la division marocaine en se portant vers Montgivroux.
Au cours de la matinée la progression de la 20e division d'infanterie est limitée par les tirs de l'artillerie lourde allemande. La 40e brigade ne peut pas déboucher du Thoult et subit de fortes pertes. De son côté, la 39e brigade quitte Charleville et progresse vers Corfélix, elle franchit le petit Morin à l'ouest du Thoult par Boissy-le-Repos et se dirige sur Bannay. Dans l'après-midi les troupes allemandes entament leur repli, la 40e brigade atteint Bannay vers 18 h 30.
La 51e division de réserve occupe le front compris entre les Culots, au nord du bois de la Carrière et du bois de Saint-Gond. Elle se déplace pour occuper les anciennes positions de la 42e division d'infanterie et se lier à la division marocaine en occupant le Château de Montgivroux et en se dirigeant à la lisière du bois de Mondement. La division progresse encore en direction du bois d'Allemant pour soutenir l'attaque de la division marocaine sur le Château de Mondement au cours de l'après-midi.
La 42e division d'infanterie est relevée à l'aube ; à 11 h, l'infanterie est totalement relevée, l'artillerie est encore en ligne. Elle devient la réserve de l'armée et cantonne à Pleurs. Lors de ce mouvement plusieurs éléments dont l'artillerie divisionnaire, les 16e et 19e bataillons de chasseurs sont positionnés au niveau du village et du château de Mondement.
Devant le mouvement enveloppant des 19e et 20e divisions d'infanterie, les troupes allemandes entament leur repli, le terrain accidenté est propice à la défense et ne permet pas à la 51e division de réserve d'atteindre la totalité de ses objectifs. Cependant au cours de l'après-midi, les attaques françaises en direction de Saint-Prix, puis de Bray s'accentuent avec pour objectifs de couper les lignes de retraite aux troupes allemandes qui commencent à quitter les marais de Saint-Gond.

#### 9ecorpsd'armée
À l'aube, l'artillerie allemande bombarde violemment la ligne de crête de Mondement - Allemant, les troupes allemandes attaquent vivement les lignes françaises et parviennent à s'emparer du village et du Château de Mondement qu'ils organisent défensivement. Sans ressources, le général Humbert, le commandant de la division marocaine, utilise les troupes de la 42e division d'infanterie mises à sa disposition. L'artillerie allemande bombarde avec violence les lisières des bois de Mondement et de Montgivroux. l'artillerie française, par ses tirs, empêche les troupes allemandes de déboucher du village et du Château de Mondement. Plusieurs attaques sont lancées à 14 h 30 puis à 15 h contre le Château de Mondement par les unités opérationnelles de la division marocaine et par le 77e régiment d'infanterie, mais sont systématiquement repoussées. Devant ces échecs, des pièces d'artillerie sont amenées de Broyes pour tirer à bout portant sur les murs du jardin et sur le Château pour en faciliter la prise. À 18 h, le Château de Mondement est repris aux forces allemandes, les troupes françaises stoppent leur progression et bivouaquent sur place.
Au matin, la 17e division d'infanterie et la 103e brigade de la 52e division de réserve progressent vers l'est jusqu'à la route reliant Bannes et Fère-Champenoise. Le feu de l'artillerie allemande est de plus en plus violent, une contre-attaque allemande repousse les troupes françaises à 4 km à l'ouest de Fère-Champenoise puis sur leur ligne de départ. Les deux divisions françaises reçoivent l'ordre de tenir à tout prix leurs positions. À partir de 10 h, les tirs de l'artillerie allemande se densifient. La 104e brigade de la 52e division de réserve est contrainte d'évacuer le mont Août et se replie sur la cote 182 et Chalmont. À 14 h, les troupes françaises cessent leur mouvement de repli et se préparent à passer à l'offensive pour soutenir le mouvement de la 42e division d'infanterie.
À partir de 16 h, le général Dubois prépare le retour offensif du 9e corps d'armée. Les régiments disponibles de la 17e division d'infanterie attaquent vers 18 h en direction de la ferme du Nozet et de Morains-le-Petit. La 103e brigade attaque en direction de la ferme Sainte-Sophie au nord de Fère-Champenoise. Les troupes françaises progressent sans encombre, réoccupent le mont Août et la ferme du Nozet, et atteignent les bois au nord de la route reliant Fère-Champenoise à Sézanne.

#### 11ecorpsd'armée
La 21e division d'infanterie est chargée à l'aube de reprendre, par une attaque des 93e et 293e régiments d'infanterie, Fère-Champenoise occupée et renforcée par les troupes allemandes. Dès 6 h 30, la progression est ralentie par les tirs de l'artillerie allemande mais atteint la ferme Saint-Georges, la cote 130 et la Vaure. À partir de 10 h, les troupes françaises subissent les attaques des troupes allemandes qui s'infiltrent par la vallée de Vaure. La 21e division d'infanterie est finalement contrainte vers midi de se replier sur ses positions de départ. La division résiste sur les crêtes entre le moulin de Connantre et Euvy, mais devant le repli du 9e corps d'armée sur sa gauche et de la 18e division d'infanterie sur sa droite la 21e division d'infanterie se replie derrière la Maurienne en laissant un détachement au moulin de Connantre. Dans l'après-midi, la 21e division d'infanterie doit attaquer pour soutenir le mouvement offensif de la 42e division d'infanterie, elle progresse et réoccupe les positions tenues à midi, puis le moulin de Connantre et Conay évacué dans l'après-midi par les troupes allemandes. La nuit stoppe la poursuite française.
Les consignes au matin de la 18e division d'infanterie sont de se maintenir sur une ligne passant par Gourgançon et Euvy, devant les progrès des troupes allemandes, la division est redéployée avec un régiment en défense dans Connantray. Vers 8 h, la 34e brigade est bousculée par une attaque allemande et subit des pertes importantes causées par l'artillerie allemande. De son côté, la 35e brigade se maintient sur ses positions, soutenue par un groupe de l'artillerie divisionnaire et bloque les débouchés de Gourgançon. Au cours de l'après-midi, la division subit de fortes attaques allemandes, la Maurienne est franchie à l'ouest de Gourgançon. La division parvient à se maintenir et à enrayer l'attaque allemande, elle ne peut cependant pas produire de mouvement offensif en liaison avec les autres divisions françaises.
Au matin du 9 septembre, la 22e division d'infanterie est censée attaquer et tenir la cote 177 à 2,5 km de Semoine, mais devant l'attaque allemande de la matinée, la division est contrainte de se défendre sur ses tranchées de départ. Elle doit supporter des tirs d'artillerie allemands en provenance de Mailly. La 60e division de réserve entame un mouvement offensif au matin en direction de l'Espérance, elle se retrouve isolée en pointe sans son artillerie divisionnaire. À partir de 9 h, elle entame un mouvement de repli vers la route reliant Semoine à Mailly, elle maintient ses positions tout l'après-midi. Une fois le retrait des troupes allemandes constaté, la 60e division de réserve entame un mouvement de poursuite.

#### Aile droite,9edivisionde cavalerie
Comme les jours précédents, la 9e division de cavalerie doit se mettre en liaison avec le 11e corps d'armée en couvrant la région au nord de Mailly. Elle réoccupe, à 5 h du matin, les positions de la veille dans le village de Mailly avec le 1er régiment de dragons et le groupement cycliste. La 16e brigade de dragons occupe la lisière des bois entre l'Arbre de la Justice et les 4 Tilleuls. La 1re brigade de cuirassiers est localisée de part et d'autre de la route d'Arcis vers Trouans et couvre la droite de la 60e division d'infanterie.
Jusqu'à 13 h 30, la 9e division de cavalerie subit le feu de l'artillerie lourde et de l'artillerie de campagne. À partir de 13 h 30, la division subit des attaques d'infanterie allemande sur les villages de Mailly et de Trouans et doit se replier au sud de la route reliant Dosnon à Allibaudières. À 16 h, la 9e division de cavalerie participe à l'offensive générale et se dirige vers Mailly que les troupes allemandes ont évacué. À 18 h, le village est repris.

#### Bilan de la journée
Au matin du 9 septembre, la situation des troupes françaises est critique, de toutes parts les troupes allemandes attaquent la ligne française prenant le village et le château de Mondement, le mont Août, la rive ouest de la Maurienne et le village de Mailly. Ces actions ont pour but de fixer les troupes françaises et permettre aux armées allemandes de procéder au retrait de leurs forces sans être pressées. Dans l'après-midi, les actions offensives de l'infanterie stoppent. Sous le couvert de l'artillerie lourde et de campagne allemande, les différentes unités allemandes entament leur repli.

## Conséquences et bilan
Au matin du 10 septembre, les deux armées allemandes ont évacué le champ de bataille, les Français sortent vainqueurs de cet affrontement. Au cours de la matinée, les avant-postes français font état du repli allemand, la poursuite s'engage lentement, au vu de l'état de fatigue. La poursuite des armées allemandes se prolonge jusqu'aux abords de Reims où les armées allemandes combattent dans la bataille de l'Aisne.

### Pertes
Pertes estimées pour la 17e division d'infanterie : 150 officiers et environ 5 000 hommes de troupe.